# Matudanthus
Matudanthus là một chi thực vật có hoa trong họ Commelinaceae.